# St. Blasius (Leinheim)

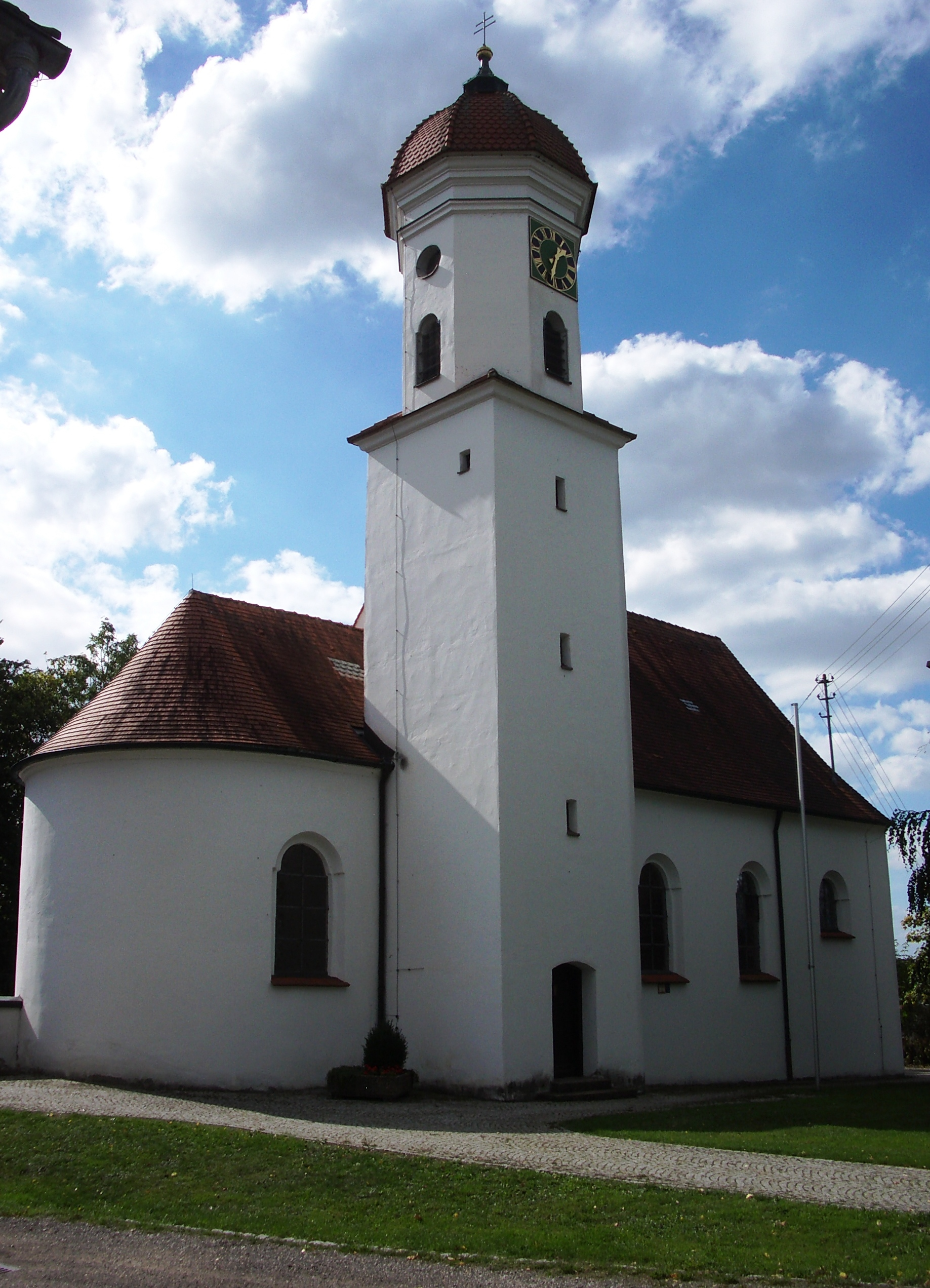
St. Blasius in Leinheim

Die römisch-katholische Pfarrkirche St. Blasius steht in Leinheim, einem Stadtteil von Günzburg im schwäbischen Landkreis Günzburg in Bayern. Das Bauwerk ist in der Liste der Baudenkmäler in Günzburg als Baudenkmal unter der Nr. D-7-74-135-174 eingetragen. Die Pfarrei gehört zum Dekanat Günzburg des Bistums Augsburg.

## Beschreibung
Die Saalkirche wurde 1713/14 anstelle des abgebrochenen gotischen Vorgängerbaus erbaut. Sie besteht aus einem Langhaus, einem eingezogenen, halbrund geschlossenen Chor im Osten, einem Chorflankenturm auf quadratischem Grundriss an der Nordwand und der Sakristei an der Südwand des Chors. Der Chorflankenturm wurde mit einem achteckigen Geschoss aufgestockt, das die Turmuhr und den Glockenstuhl beherbergt, und mit einer Glockenhaube bedeckt. 
Der Stuck im Innenraum wurde um 1760 angefertigt. Die Fresken an der Decke von 1764 wurden um 1952 freigelegt. Über dem Seitenaltären aus der ersten Hälfte des 18. Jahrhunderts befinden sich Gemälde über Maria vom Siege und über Leonhard von Limoges. Nach der Renovierung 2007 wurden ein neuer Altar und ein Ambo aufgestellt.